# コロナレコード
コロナレコード（Corona record）は昭和初期に存在した日本のレコード会社およびレコードレーベル。

## 概要
1936年（昭和11年）10月1日にポリドールの姉妹会社として発足。同年12月10日にコロナレコードを発売開始する。青葉笙子や有島通男などその後流行する歌手や万城目正など優秀な作曲家を抱えていたが、半年ほどで会社解散となり、ポリドールに吸収された。